# Люттен
Люттен (нід. Lutten) — село в нідерландській провінції Оверейсел. Входить до муніципалітету Гарденберг.
Його площа становить 12,18 км², а населення станом на 2021 рік складало 2 045 осіб.
Перша згадка про населений пункт датується 1532 роком.

## Визначні уродженці
- Нік Кімманн (нар. 1996) — нідерландський велогонщик, олімпійський чемпіон 2020 року у виді BMX Racing[2].

## Галерея

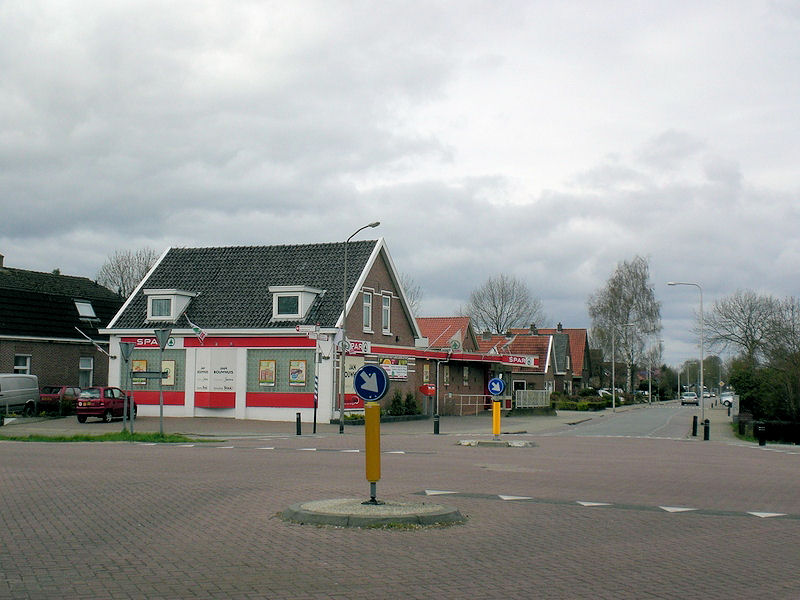
Центр села
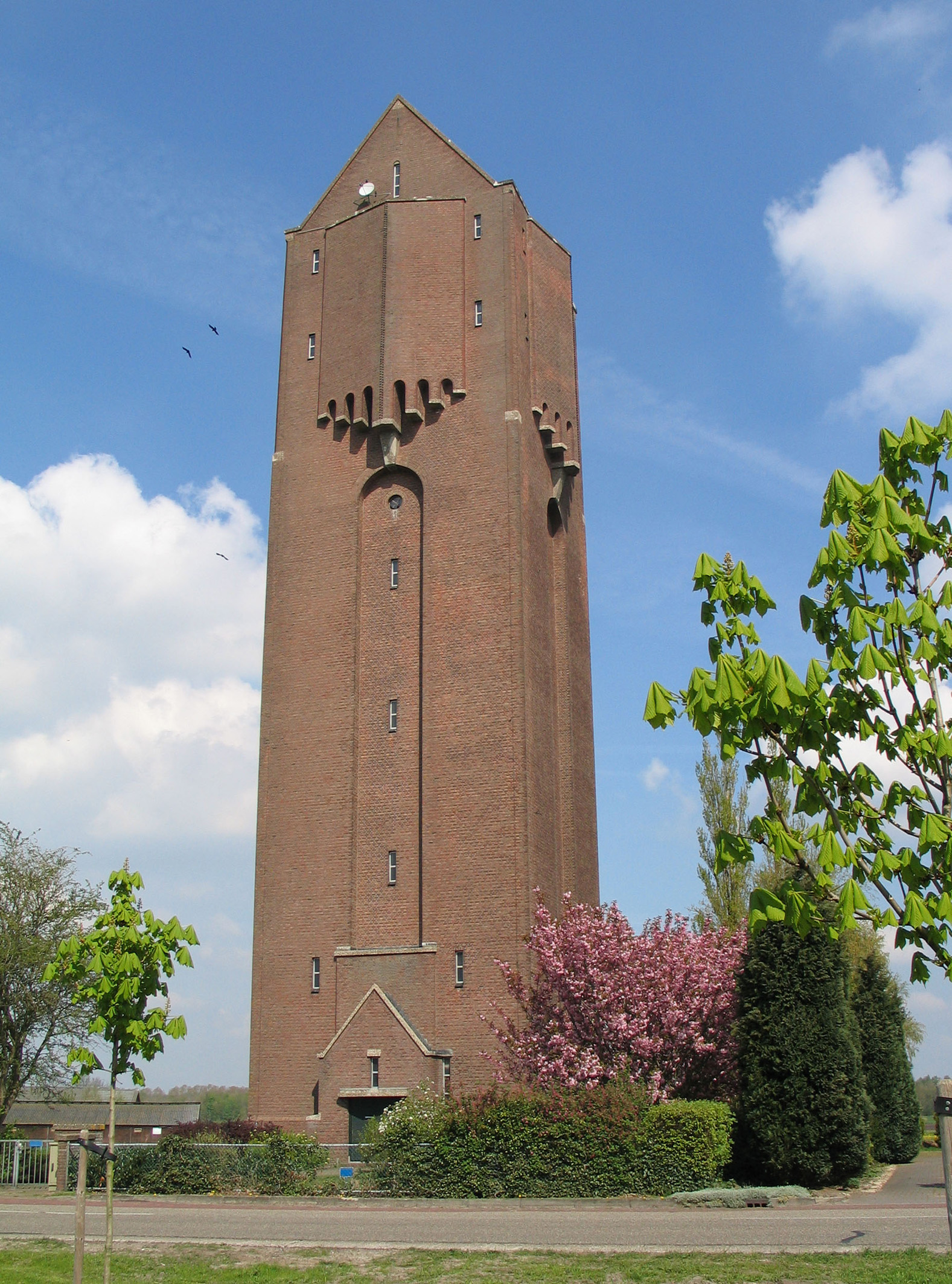
Водонапірна башта
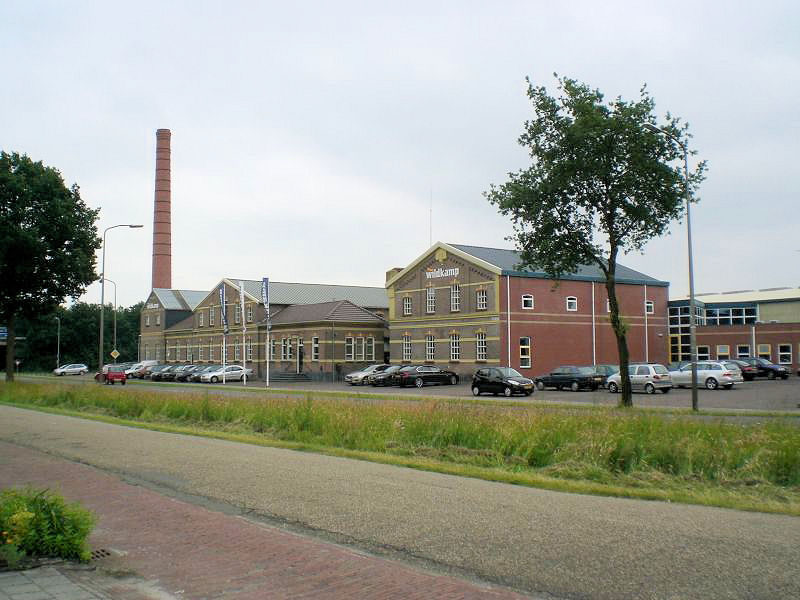
Будівля колишньої фабрики
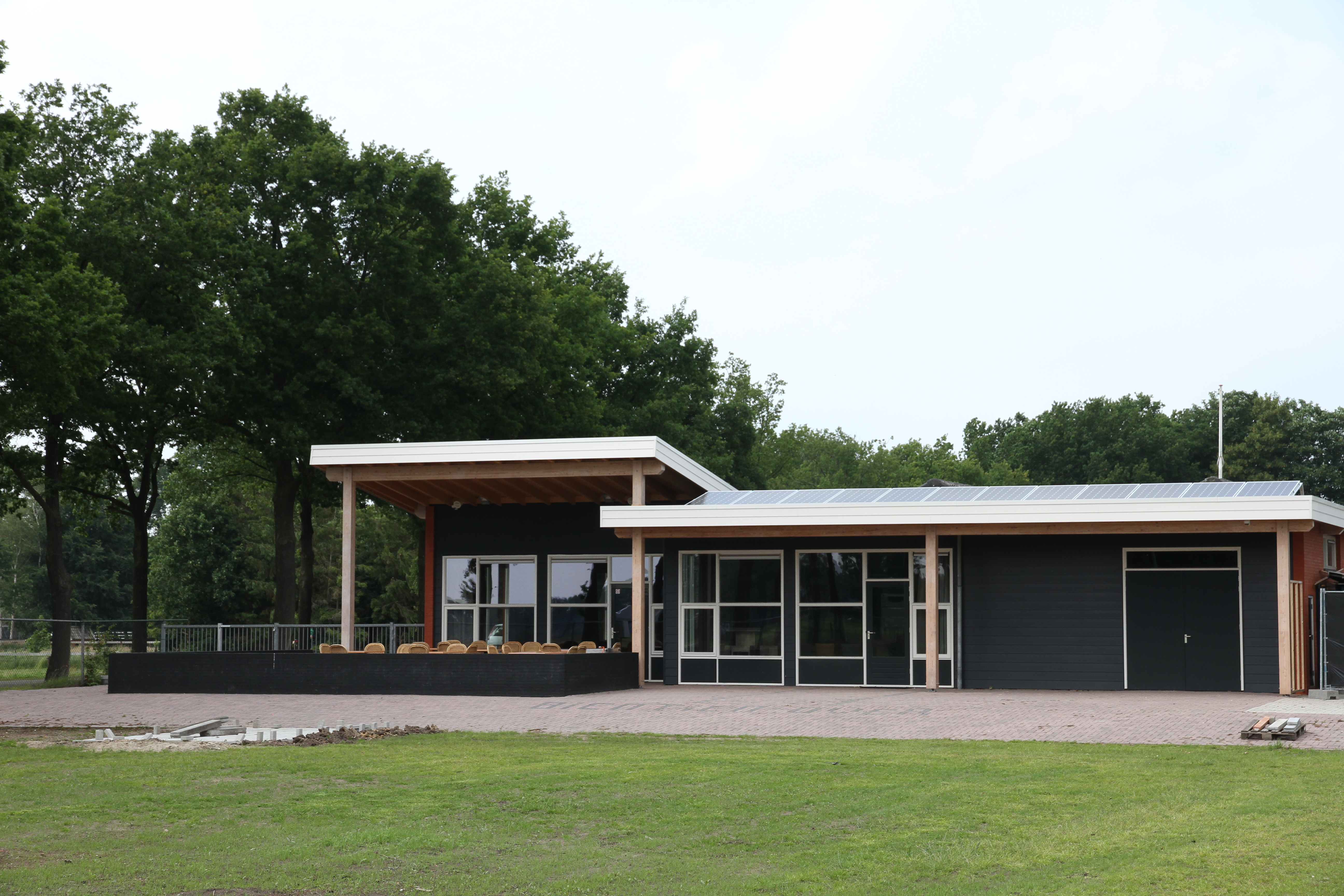
Сільський будинок